# Saxon (banda)
Saxon é uma banda inglesa de heavy metal formada por Biff Byford, Paul Quinn, Steve Dawson, Graham Oliver e David Ward na região de South Yorkshire em 1977. Como um dos líderes do movimento New Wave of British Heavy Metal, gravaram oito álbuns que chegaram ao UK Singles Chart e estabeleceram-se como um dos maiores grupos de metal dos anos 1980 na Europa. Antes de chegarem à sua formação atual, a banda passou por algumas mudanças, sendo Byford e Quinn os dois últimos integrantes da formação original da banda. Ao longo da carreira já venderam mais de 13 milhões de cópias de álbuns e influenciaram inúmeros artistas como Metallica, Mötley Crüe, Pantera, Sodom, Skid Row, e Megadeth.

## História
A banda foi formada por Graham Oliver e Steve Dawson, incorporou alguns integrantes de uma outra banda local, o Coast, que trazia Biff Byford no vocal e Paul Quinn na guitarra. Com essa formação a banda mudou o seu nome, passando a chamar-se apenas Saxon. A banda, que se apresentava em diversos clubes e pubs na Inglaterra, teve algumas composições lançadas em demo-tapes, as quais foram utilizadas por um novo selo que surgia na época, o Carrere Records.
Já contratado, o Saxon preparou um álbum auto-intitulado, lançado no primeiro semestre de 1979. O primeiro single "Big Teaser", mas o B-side deste single alcançou ótimos resultados na parada britânica, chegando a ficar por algum tempo em primeiro lugar: "Stallions of the Highway". A banda também lançou outros dois singles, que ajudaram a promover a turnê que faziam ao lado do Motorhead, tocando inclusive por três noites seguidas na famosa casa de shows inglesa Hammersmith Odeon.

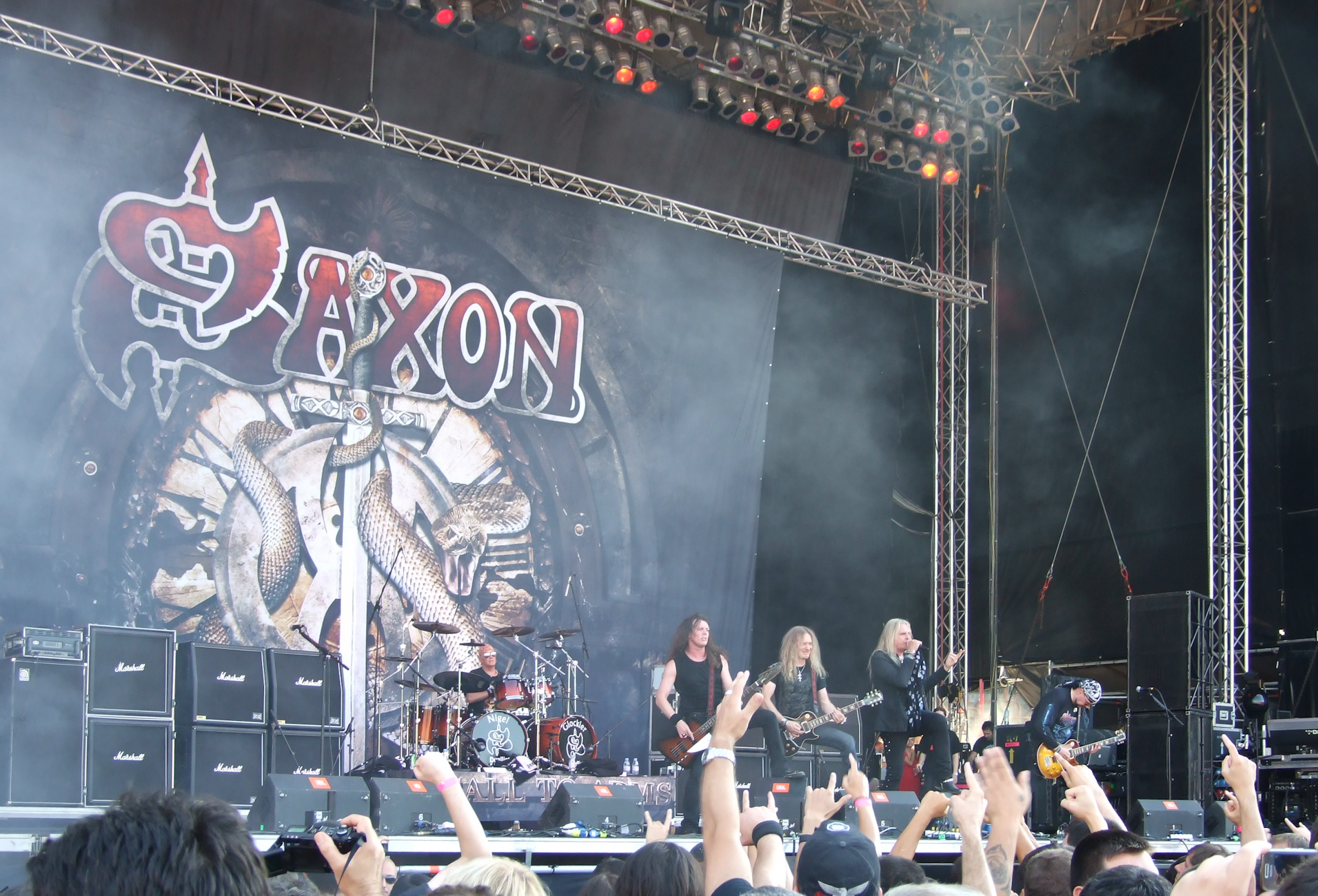
Saxon no Sofia Rocks Fest 2011

Depois da turnê, o Saxon retornou ao estúdio para preparar o seu próximo disco, "Wheels of Steel". Lançado em 1980, este álbum alcançou um bom retorno, ficando em quinto lugar na parada britânica. Outro álbum evidenciou o nome do Saxon, "Strong Arm of the Law", que foi lançado no mesmo ano.
Em 1981, serviu para que o Saxon ficasse na estrada, alcançando um reconhecimento enorme junto ao público japonês. Foi em outubro que "Denim and Leather", chegou às lojas. Nesta nova turnê, o Saxon agendou mais de quarenta datas apenas para a Europa. Durante a tour o baterista Pete Gill se machucou, sendo substituído por Nigel Glockler, um velho conhecido.
"The Eagle Has Landed" foi o primeiro disco ao-vivo. O nome foi escolhido pelos próprios fãs. O próximo objetivo do grupo foi uma turnê pelo Estados Unidos em 1982. A turnê americana foi interrompida para que o Saxon pudesse retornar à Inglaterra e participar do festival Monsters of Rock. A banda também tocou no Monsters of Rock alemão.
No final de 1982, o Saxon retornou aos estúdios para preparar o lançamento seguinte, "Power & the Glory", álbum que atingiu a marca de mais de 15 mil cópias vendidas nos Estados Unidos em uma semana. A turnê também foi um sucesso, acarretando o lançamento do primeiro vídeo oficial, "Saxon Live", gravado em Nottingham na Inglaterra.
O novo álbum lançado em 1984, "Crusader", trouxe a canção de mesmo nome que é considerada por muitos a melhor de toda a carreira da banda.
Logo após este álbum eles saem da Carrere por problemas de vendagem. A turnê de divulgação passou novamente pelos EUA, em shows ao lado do Mötley Crue e Iron Maiden. Na Alemanha, a turnê foi ao lado do Accept, na fase mais áurea do metal. O oitavo álbum foi lançado em 1985,já pela nova gravadora, a "major" EMI Music, com o título de
"Innocence is No Excuse". O disco foi todo preparado na Holanda, e originou outro vídeo, "Saxon Live Innocence" e clipes das músicas "Back on the Streets" e "Rocking Again".

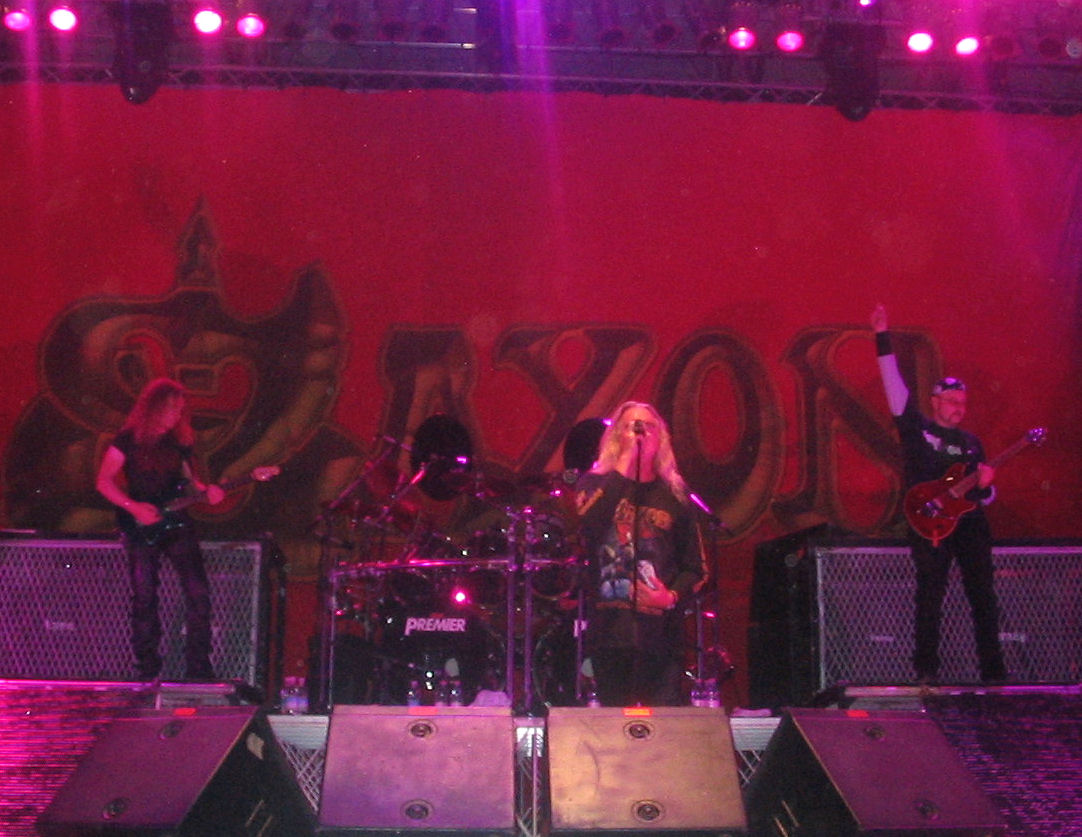
Saxon no Evolution Festival 2006

Em 1984 o baixista Steve Dawson deixa o Saxon por problemas familiares. O desconhecido Paul Johnson ocupou o posto, mas chegou tarde para a gravação de "Rock the Nations", sendo o baixo gravado pelo vocalista Biff Byford. "Rock the Nations" contou com a participação especial de Elton John, que tocou piano nas músicas "Party Until You Puke" e "Northern Lady".
Outra baixa na banda ocorreu em 1987 quando Nigel Glockler foi para o GTR. Com Nigel Durham no seu lugar, o Saxon gravou o seu próximo álbum, "Destiny", que foi o último trabalho lançado pela EMI Music. Quando começou a turnê, o fim do GTR resultou na volta de Glocker ao Saxon. Paul Johnson também saiu, sendo substituído por Tim Nibbs Carter. Em 1989 foi lançado mais um trabalho ao vivo, "Rock And Roll Gypsies".
Em 1991 saiu o novo trabalho da banda em estúdio, "Solid Ball of Rock", lançado pela sua nova gravadora, a Virgin. A turnê se estendeu por países ainda não visitados pelo Saxon, como Austrália, Uruguai, Paraguai, Argentina, México, Brasil e Nova Zelândia. No ano seguinte a carreira da banda contava com mais um álbum, "Forever Free".
Depois de um merecido descanso de dois anos, surgia mais um trabalho de estúdio: "Dogs of War". Lançado no início de 1995, o álbum marcava a entrada de um novo integrante, Doug Scarratt, que ocupou o posto de Graham Oliver. A turnê deste disco serviu para coletar material para o CD ao vivo "The Eagle Has Landed Part 2", lançado em 1996, ano em que a banda participou do tributo ao Judas Priest com a música "You've Got Another Thing Comin".

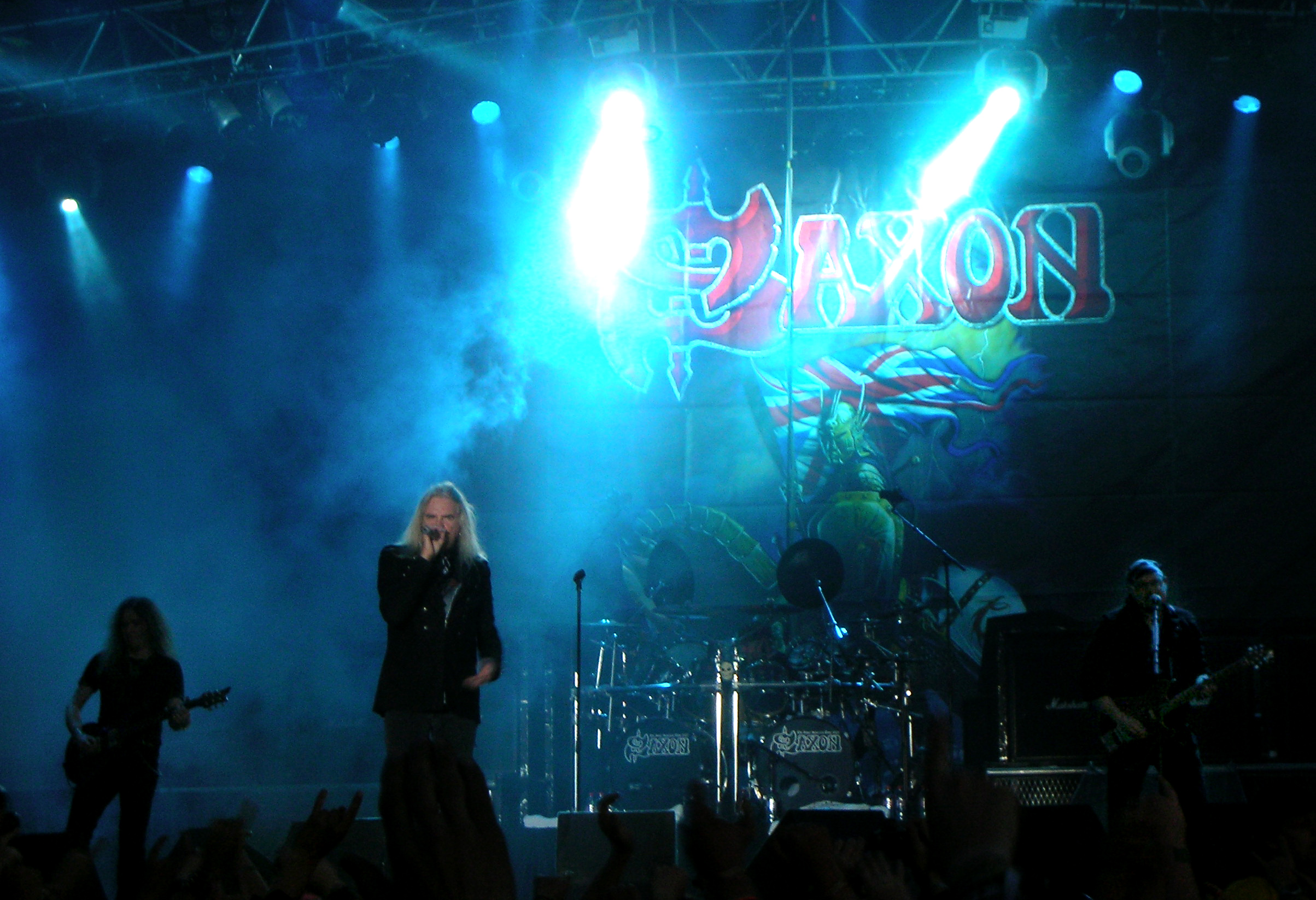
Saxon no Sweden Rock 2008

"Wheels of Steel" e "Strong Arm of the Law", dois álbuns clássicos do Saxon foram relançados em 1997 como um álbum duplo, recebendo 11 músicas-bônus, gravadas ao vivo em 1981. Ainda em 97 saiu mais um CD de estúdio, "Unleash the Beast". A turnê passou por vários países, incluindo dois shows no Brasil, nas cidades de São Paulo e Santos. Em 1998 serviu para a continuação da turnê, que aconteceu na Inglaterra, Espanha e EUA, além da participação na versão brasileira do Monsters of Rock.
Uma lesão impediu que Nigel continuasse o seu trabalho no Saxon, mas foi um dos responsáveis pelas composições presentes no álbum seguinte. No seu lugar entrou o alemão Fritz Randow, que já havia tocado com o Saxon na última turnê europeia.
Em 1999 saiu "Metalhead", cuja turnê durou dois anos, e contou com apresentações no Wacken Open Air, em 2001. Durante essa última turnê foram compostas e gravadas as músicas de "Killing Ground", o novo trabalho do Saxon, duplo, contando com um CD de músicas inéditas e um outro com regravações de músicas antigas da carreira do grupo.
Finalmente em 2005 lançam o CD "Lionheart", só de músicas inéditas, que mantem a proposta vigorosa da banda, e mostra uma atualização do som, com maior peso e energia, mostrando que o Saxon está aí para outros trinta anos de Metal.
Em março de 2007 foi publicado  The Inner Sanctum, o primeiro com o baterista Nigel Glöckler depois de seu retorno em 2005. O disco continuou a angariar sucesso com seus fãs, apesar de incorporar alguns sons mais comuns de power metal, e foi considerado pelos críticos como o melhor trabalho dos britânicos desde Unleash the Beast de 1997.

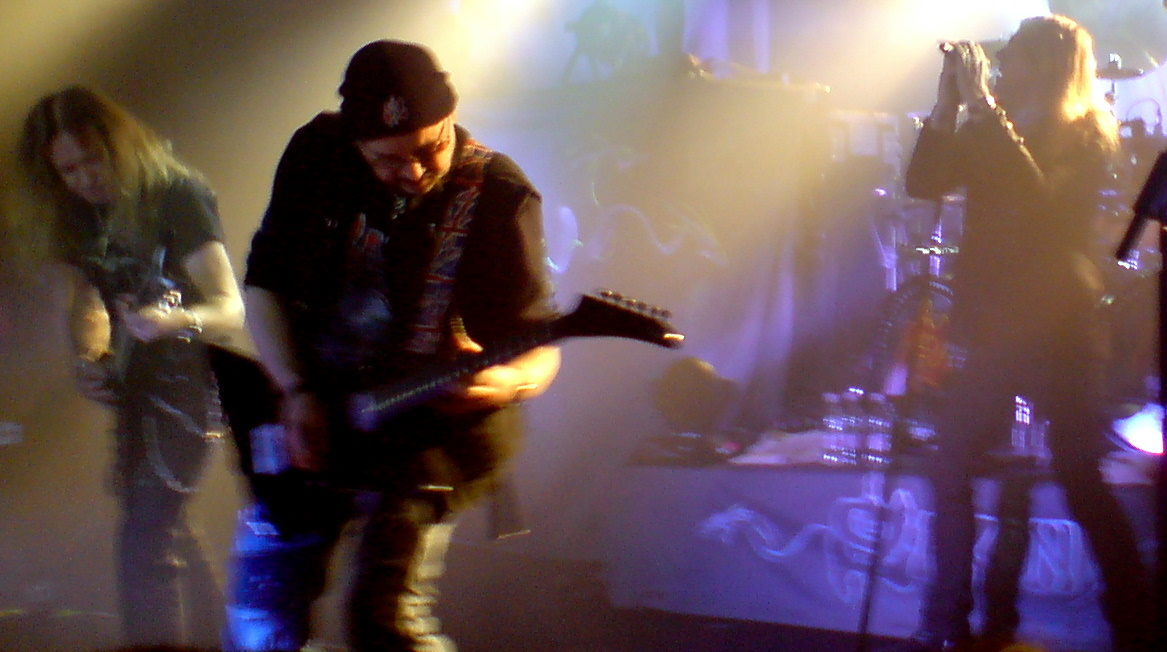
Saxon ao vivo em Ljubljana 2009

Em 2009 lançaram um novo álbum de estúdio denominado Into the Labyrinth, que seguiu a linha de composição e sonora dos músicos que já estavam trabalhando desde 2007. A digressão foi um sucesso, iniciada em seu país junto a cantora alemã Doro e participando em alguns dos mais importantes festivais de heavy metal do velho continente como Wacken Open Air e Sonisphere, para citar alguns. Apesar do êxito que trouxe a primeira parte da turnê, houve um grande problema depois de ter sido forçado a cancelar os últimos três shows na Europa, precisamente na Espanha que, depois de anunciar um show com os americanos do Iced Earth em meados de fevereiro, a apresentação foi cancelada por "razões de programação" de ambas as bandas, o que levou a mudar para outras datas. No mesmo ano, a banda anunciou através do seu site, o futuro documentário sobre a história desde o seu início com o título de "Heavy Metal Thunder - The Movie".
Já em 2010, ainda sob a turnê Into the Labyrinth World Tour, participaram do festival Download Festival em 11 e 13 de junho, local onde interpretaram o álbum Wheels of Steel em sua totalidade, devido ao 30.º aniversário do lançamento deste.
Em junho de 2011, o décimo nono álbum de estúdio, Call to Arms, que estreou no número seis na UK Rock Albums Chart e que só nos EUA obteve mais de 700 cópias vendidas em sua primeira semana. Durante a passagem de som em locais de onze cidades do Reino Unido, a banda cobrou apenas 10 libras esterlinas para um seleto grupo de fãs. Todo o dinheiro arrecadado foi doado para instituições de caridade para crianças "Nordoff Robbins Music Therapy" e "Charities ChildLine".
Em fevereiro de 2012 o Saxon anunciou o DVD chamado "Heavy Metal Thunder - Live: Eagles Over Wacken", que continha uma mistura de vídeos de suas performances no festival Wacken nas versões de 2004, 2007 e 2009, que também inclui um CD com uma apresentação dada em 2011 na cidade de Glasgow. Ganharam o prêmio Metal Hammer 2012 Golden God na categoria 'Melhor banda britânica'. Durante a turnê em 2012, foram convidados pelo Judas Priest a tocarem juntos no Hammersmith Odeon em Londres, em 26 de maio. No fim de 2012 divulgaram seu filme Heavy Metal Thunder - The Movie, lançado internacionalmente em blu-ray.
Em outubro de 2012, a banda noticiou que estava trabalhando no que seria o vigésimo álbum de estúdio: intitulado Sacrifice, o disco foi lançado em fevereiro de 2013. Em 2013 e 2014 foram divulgados o best of acústico Unplugged and Strung  Up e o álbum ao vivo St. George’s Day Sacrifice - Live in Manchester, respectivamente.
Em 2015 o grupo lançou Battering Ram, novamente produzido por Andy Sneap.
Em 2018, a banda lança Thunderbolt, sendo o trabalho mais recente de inéditas do Saxon.

## Integrantes
| Atual formação - Biff Byford - Vocal (1976-presente) - Paul Quinn - Guitarra (1976-presente) - Doug Scarratt - Guitarra (1995-presente) - Nibbs Carter - Baixo (1989-presente) - Nigel Glockler - Bateria (1982-1987, 1989-1998, 2005-presente) Músicos temporários - Sven Dirkschneider - Bateria (2015) - Rainer Hainsel – guitarra (1995 Studio) | Ex-membros - David Ward – bateria (1976–1978) - Steve Dawson – baixo (1976–1986) - Graham Oliver – guitarra (1976–1995) - Pete Gill – bateria (1978–1981) - Paul Johnson – baixo (1986–1988) - Nigel Durham - bateria (1988) - Trevor Thorton – bateria (1998-1999) - Fritz Randow – bateria (1999–2004) - Jörg Michael – bateria (2004-2005) |

## Discografia
- 1979 - Saxon
- 1980 - Wheels of Steel
- 1980 - Strong Arm of the Law
- 1981 - Denim and Leather
- 1983 - Power & the Glory
- 1984 - Crusader
- 1985 - Innocence Is No Excuse
- 1986 - Rock the Nations
- 1988 - Destiny
- 1991 - Solid Ball of Rock
- 1992 - Forever Free
- 1995 - Dogs of War
- 1997 - Unleash the Beast
- 1999 - Metalhead
- 2001 - Killing Ground
- 2004 - Lionheart
- 2007 - The Inner Sanctum
- 2009 - Into the Labyrinth
- 2011 - Call to Arms
- 2013 - Sacrifice
- 2015 - Battering Ram
- 2018 - Thunderbolt
- 2021 - Inspirations
- 2022 - Carpe Diem
- 2024 - Hell, Fire and Damnation

## Apresentações noBrasil
O Saxon esteve no Brasil 6 vezes:
- A 1.ª vez foi em 1997, ano em que eles se apresentaram em várias cidades (em São Paulo, no antigo Palace, atual Citibank Hall).
- A 2.ª vez foi em 1998, em São Paulo, no que acabou sendo a última edição do Festival Monsters Of Rock no país.
- A 3.ª vez, em 2002, trouxe ao Brasil a turnê do álbum Killing Ground. Em 2006 a banda deveria voltar ao Brasil, mas cancelou a apresentação que seria feita no Live'N'Louder, devido a um incêndio na residência de seu vocalista, Biff Byford.
- Em outubro de 2011 eles voltaram ao Brasil, com a turnê do álbum Call to Arms, fazendo apresentações memoráveis em Fortaleza (Siará Hall), São Paulo (HSBC Brasil) e Curitiba (Master Hall).[11]
- A 5.ª apresentação em território brasileiro aconteceu em março de 2013. Show único em São Paulo (A Seringueira), durante a divulgação do álbum Sacrifice.[12]
- A 6.ª apresentação do Saxon no Brasil aconteceu mais uma vez em show único em São Paulo (Tropical Butantã), no dia 3 de maio de 2018, com a turnê do álbum Thunderbolt.